# Альбино
Альби́но (итал. Albino) — город в Италии, расположен в регионе Ломбардия, подчинён административному центру Бергамо (провинция).
Население составляет 17 322 человека (на 2004 г.), плотность населения составляет 522 чел./км². Занимает площадь 31,32 км². Почтовый индекс — 24021. Телефонный код — 00035.
Покровителями города почитаются святой Иулиан Бриудский, празднование 9 января, и святой Альбин (Albino).
В городе располагается футбольный клуб Альбинолеффе.